# Земська рада Естляндії
Тимчасова земська рада Естляндської губернії Російської республіки (ест. Eestimaa Kubermangu Ajutine Maanõukogu, ест. Maapäev) була обрана після Лютневої революції 1917 року. Він підпорядковувався безпосередньо губернському комісару Тимчасового уряду Російської республіки, який і здійснював управління Естляндською губернією. Завданням губернського Тимчасового земського ради було рішення місцевих питань, введення податків і норм, а також «попередня розробка питань про складання проекту тимчасових правил про адміністративний устрій Естляндськой губернії і положення про місцеве самоврядування».
15 (28) листопада 1917 року, після Жовтневої революції губернський Тимчасова земська рада не визнала легітимність нової влади і проголосив себе органом влади в Естляндськой губернії Росії, і закликав до виборів в Естонські Установчі збори. 19 листопада (2 грудня) 1917 року Тимчасова земська рада була розпущена.
19 лютого 1918 року, на наступний день після початку нового наступу німецьких військ, Тимчасова земська рада, перебуваючи в підпіллі, створив Комітет порятунку Естонії в складі трьох чоловік, який підготував, видав і публічно оголосив спершу 23 лютого в Пярну, а потім 24 лютого в Ревелі, Декларацію незалежності Естонії.

## Історія
30 березня (12 квітня) 1917 року Тимчасовий уряд Росії ухвалив постанову «Про тимчасове влаштування адміністративного управління і місцевого самоврядування Естляндськой губернії». Естляндська губернія, об'єднана з північною частиною Ліфляндській губернії, організувала автономну губернію. Згідно з постановою, при губернському комісарові створювався Тимчасовий губернський земський рада «з членів від повітів і міст, по одному представнику на кожні 20 000 жителів, причому міста з меншим числом населення вибирають одного представника від кожного».
Члени Ради обиралися повітовими земськими радами та міськими думами. Члени повітових земських рад, в свою чергу, обиралися на повітових виборчих зборах. Члени повітового виборчого зборів, по одному на кожну 1000 чоловік населення, обиралися на волосних зборах загальним, прямим, рівним і таємним голосуванням. Волості з населенням, що не досягає 1000 чоловік, обирали одного представника. Таким чином, вибори до Ради для міського населення були двоступінчастими, а для сільського населення — триступеневий. Право участі у виборах було надано всім жителям волостей, які досягли 21 року і проживали до 1 (14) березня 1917 року менше 1 року в межах волості або належать до неї маєтків або містечок. Правом бути обраним в губернський і повітові земські поради користувалися не тільки місцеві жителі волості, а й особи, які проживають за її межами.
Вибори 62 депутатів сейму проводилися в кілька стадій; члени, що представляють сільські громади, були обрані на дворівневих виборах в травні-червні, а представники міст — в липні-серпні 1917 року. Вибори спричинили створення і реорганізацію естонської національної партійної системи.
У Раді були представлені шість партій, три незалежних депутата і два депутати, які представляють балтійсько-німецькі і балтійсько-шведські меншини.
Вибори закінчилися з такими результатами:
13 місць — Естонський союз хліборобів (ест. Eesti Maarahva Liit), очолювана Яаном Хюнерсоном
11 місць — Естонська трудова партія (ест. Eesti Tööerakond), очолювана Юрі Вільмсом
9 місць — Естонські соціал-демократи (ест. Eesti Sotsiaaldemokraatlik Tööliste Partei), меншовицька фракція РСДРП, очолювана Мікелем Мартна і Аугусто Рейем
8 місць — Есери (ест. Eesti Sotsialistide-Revolutsionääride Partei), очолювані Хансом Круусом і Густавом Суйтсом
5 місць — Більшовики, очолювані Яаном Анвельтом
4 місця — Радикальні демократи
2 місця — Балтійські німці і балтійські шведи
3 місця — Незалежні непартійні
Перше засідання Ради відбулося 1 (14) липня в Ревелі. Головою Земської ради був обраний Артур Вальнер.
23 жовтня 1917 року в Ревелі була встановлена Радянська влада. А вже після Жовтневої революції в Петрограді, Земська рада відмовилася визнати нову більшовицьку владу. Після цього більшовики спробували розпустити Раду. На своєму останньому засіданні 15 (28) листопада 1917 року Рада проголосила себе законною верховною владою на території Естляндської губернії до скликання Естляндськіх Установчих зборів, Раді старійшин було дозволено в тому числі: "попередня розробка питань про складання проекту тимчасових правил про адміністративний устрій Естляндської губернії і положення про місцеве самоврядування. Земська рада була розпущена більшовиками 26 листопада, проте його лідери продовжили свою діяльність в підпіллі.
На виборах у Естонські Установчі збори на початку 1918 року, організованих більшовиками, дві третини виборців підтримали партії, які наполягають на державний статус Естонії. Тоді більшовики відразу ж проголосили вибори недійсними. Рада старійшин вирішив проголосити незалежність Естонії. Для цієї мети 19 лютого був створений Комітет порятунку (у складі трьох членів комітету, сформованого із членів Земської Ради, як орган виконавчої влади на час, коли не здійснювалася діяльності Земського Ради) з особливими повноваженнями.
Ранком 24 лютого 1918 року в Ревелі почалося антирадянське повстання. Основна частина більшовиків в цей момент перебувала в порту і готувалася до евакуації, так як близько Ревеля були вже німецькі війська. Вранці 25 лютого в місті Комітет порятунку оголосив «Маніфест до всіх народів Естонії», в якому проголошувалася незалежність Естонської республіки. Опівдні в центрі Ревеля (Талліна) в честь проголошення незалежності пройшов військовий парад, в якому взяли участь підрозділи 3-го Естонського полку. В цей же день в місто увійшли німецькі війська.
Після закінчення в листопаді-грудні 1918 року німецької окупації Естонії, Земський рада продовжила своє існування як законодавчі збори Естонії до 1919 року. Офіційно його діяльність була припинена 23 квітня 1919 року — в день відкриття I сесії новообраного установчих зборів.